# Sveinn Björnsson
Sveinn Björnsson (Koppenhága, 1881. február 27. – Reykjavík, 1952. január 25.) izlandi politikus, ügyvéd, 1940 és 1944 között a dán király személyét helyettesítő régens, majd 1944-től haláláig az ország első köztársasági elnöke.

## Élete

Az Izlandi Királyság régensének lobogója

A dániai Koppenhágában született Björn Jónsson és Elísabet Sveinsdóttir fiaként.
1900-ban érettségizett, majd jogot tanult a koppenhágai egyetemen. Itt szerzett diplomát 1907-ben.
1912-ben Reykjavík városi tanácsának tagjává, 1918-ban polgármesterévé választották (ez utóbbi tisztségét 1920-ig töltötte be).
1914-től két éven át, majd 1920-ban az izlandi parlamentben volt képviselő, az ország 1918-as Dániától való függetlenné válása után 1920 és 1924, valamint 1926 és 1940 között nagykövetként Dániában tevékenykedett.
Ugyan a szigetország szuverén állammá vált, azonban perszonálunió jött létre Dánia és az Izlandi Királyság között, ennek következtében a külügyek önálló irányításáról az országnak le kellett mondania.
Miután a németek elfoglalták Dániát, X. Keresztély király pedig a megszállt országban maradt, megszakadt a kapcsolat a két állam között.
Az államfő reprezentálására létrehozták a régens pozíciót, melynek betöltésére Sveinnt kérték fel. Az elkövetkezendő években kétszer is újraválasztották a tisztségre. Gyakorlatilag minden jogkörrel felruházták, amivel korábban a király bírt.
Norvégia német megszállása után a britek nem kockáztathatták meg, hogy a németek az észak-atlanti összeköttetést veszélyeztető támaszponttá építsék ki Izlandot, ezért ezt megelőzendő saját maguk voltak kénytelenek megszállni azt.
A miniszterelnök rádióbeszédében arra utasította a lakosságot, hogy vendégként kezelje a briteket, kerülve az értelmetlen vérontást. A királyság ugyan formailag fenntartotta semlegességét, a gyakorlatban azonban együttműködött a megszállókkal.
Mivel a brit csapatokat máshol kellett bevetni, az Egyesült Államok átvállalta Izland védelmét. 1941 júniusában megszületett az izlandi-amerikai megállapodás, melynek értelmében az ország védelmére 40 000 amerikai katonát rendeltek.
Az 1944. május 20-i népszavazáson a választópolgárok 95%-a a köztársasági államforára adta le a voksát, így 1944. június 17-én megalakult a független Izland.
Az ország köztársasági elnökévé Sveinn-t választották. Első ciklusa egy évig tartott, ezt követően 1945-ben és 1949-ben is újraválasztották. Egy évvel harmadik ciklusának vége előtt hunyt el 1952. január 25-én.
Alapítója és elnöke volt az Eimskipafélag Íslands hajózási társaságnak, a  Brunabótafélag Íslands és a Sjóvátryggingafélag Íslands biztosító társaságoknak, valamint az Izlandi Vöröskeresztnek.
Fia, Björn Sv. Björnsson az SS tagjaként harcolt a németek oldalán a második világháborúban.
Dédunokája, Henrik Björnsson a Singapore Sling rockbanda énekese és szólógitárosa.